# Helena Duka Angelina
Helena Duka Angelina (Helena Duka Anđeo; grčki Ελένη Δούκαινα Άγγελίνα, transliteracija Eleni Doukaina Angelina; znana i kao Helena Komnena) bila je grčka plemkinja Tesalije te kraljica supruga Srbije u srednjem vijeku.
Njezini roditelji su bili Ivan I. Duka od Tesalije („Ivan Kopile“; Iōannēs I Doukas) i njegova supruga Hipomona.
Njezin brat je bio plemić Teodor Anđeo (Theodōros Angelos).
Helena se 1273./76. udala za kralja Srbije Stefana Uroša II. Milutina te je u Srbiji bila znana kao Jelena. Moguće je da su njihovi sinovi bili Stefan Konstantin i Stefan Uroš III. Dečanski.
1283. Helena i njezin muž su se rastali.
Helena se, po svemu sudeći, vratila u Grčku.